# Comurhex
Die Comurhex-Soc Conver Urani Metal Hexafluo S.A., kurz Comhurhex, war ein französischer Industriebetrieb, der sich mit der Aufbereitung von Uranerz durch Urankonversion befasste. Das Unternehmen mit seinen Standorten in Südfrankreich wurde Ende 2013 von seinem Alleineigentümer Areva übernommen, der diesen Betriebsteil dann 2017 in die mehrheitlich staatliche Orano-Firmengruppe ausgliederte.

## Geschichte
1958 nahm die staatliche französische Forschungseinrichtung Commissariat à l’énergie atomique (CEA) den Bau des Urankonversionswerks Malvési zur Uranerzaufbereitung in Narbonne-Malvési auf. Die Fabrik wurde 1959 in Betrieb genommen und 1960 an die mehrheitlich durch die CEA gehaltene Betreibergesellschaft Société de Raffinage de l’Uranium (SRU) übergeben. Sie dient der Herstellung von Uran(IV)-fluorid (Urantetrafluorid) aus Uran(IV)-oxid (Yellowcake).
Ein Großteil des in Malvési hergestellten Zwischenprodukts wird in einem ab 1958 errichteten Teil der Nuklearanlage Tricastin in Pierrelatte zu Uran(VI)-fluorid (Uranhexafluorid) umgewandelt. Betreiber dieser Anlage war seit 1961 die Société des Usines Chimiques de Pierrelatte (SUCP).
1971 fusionierten die SRU und die SUCP zur Comurhex-Soc Conver Urani Metal Hexafluo S.A. mit Sitz in Pierrelatte. Der Firmenname ist eine Kurzfassung von Conversion Métal Uranium Hexafluorure (für „Umwandlung von Uran in Metall und Hexafluorid“) und verweist auf den an den beiden Standorten ausgeführten Prozess. Die Mehrzahl der Aktien des so entstandenen Unternehmens hielten der Pechiney-Konzern und die CEA. 1986 wurden die Firmenanteile auf Pechiney (51 %) und die Cogema (49 %) konzentriert.
Der Pechiney-Konzern verkaufte seine Anteile an Comurhex 1992 an die Cogema, die damit alleiniger Eigentümer des Unternehmens und ihrerseits 2001 Teil des Areva-Konzerns wurde. 2007 wurde die Cogema zu Areva NC umfirmiert. Zum 31. Dezember 2013 wurde das Unternehmen Comurhex vollständig in die Muttergesellschaft Areva integriert und die eigenständige Firmierung aufgelöst.
Im Geschäftsjahr 2012 verbuchte Comurhex bei einem Umsatz von 141,9 Millionen Euro einen Verlust von 13,5 Millionen Euro.